# Juan Manuel Celaya
Juan Manuel Celaya Hernández (1º settembre 1998) è un tuffatore messicano, specializzato nel trampolino, vice-campione olimpico a Parigi 2024 nel sincro 3 m.

## Biografia
Ha partecipato ai campionati mondiali di nuoto di Gwangju 2019 vincendo la medaglia d'argento nei tuffi dal trampolino 3 metri sincro, gareggiando al fianco del connazionale Yahel Castillo. La coppia, con 413,94 punti, ha concluso la gara alle spalle dei cinesi Cao Yuan e Xie Siyi (439,74 punti) e dei britannici Daniel Goodfellow e Jack Laugher (415,02 punti) e, grazie a questo risultato, si è qualificata per i Giochi olimpici estivi di Tokyo 2020. Nella prova olimpica ha chiuso al 4º posto con Yahel Castillo.
Ha rappresentato il Messico ai Giochi olimpici estivi di Parigi 2024, in cui ha vinto l'argento nel sincro 3 m, in coppia con Osmar Olvera.

## Palmarès
- Giochi olimpici

Parigi 2024: argento nel sincro 3m.
- Mondiali

Gwangju 2019: bronzo nel sincro 3m.
Singapore 2025: argento nel sincro 3m.
- Giochi panamericani

Lima 2019: oro nel trampolino 1m e nel sincro 3m, argento nel trampolino 3m.